# Ічетовкінське сільське поселення
Ічето́вкінське сільське поселення (рос. Ичетовкинское сельское поселение) — адміністративна одиниця у складі Афанасьєвського району Кіровської області Росії. Адміністративний центр поселення — присілок Ічетовкіни.

## Історія
Станом на 2002 рік на території сучасного поселення існували такі адміністративні одиниці:
- Верхньолеманський сільський округ (присілки Андрієнки, Воронушка, Лазаневська, Лома, Слобода)
- Єзжинський сільський округ (присілки Єзжа, Марковська, Петровська, Яковлевська)
- Ілюшівський сільський округ (присілки Акіловська, Дмитрієвська, Ілюші, Мінеєвська, Порубово, Рагуза, Тітови, Черскан)
- Ічетовкінський сільський округ (присілки Аверіни, Варанкіни, Васильєвська, Ваулінська, Верхня Тимофієвська, Грибановська, Горьковська, Костіно, Ігнатьєвська, Ічетовкіни, Конкіни, Лазаневи, Лазукови, Лучкіни, Левкенки, Нижня Нікітінська, Нижня Тимофієвська, Нікітенки, Павловська, Полунята, Світла Річка, Степановська, Терешові, Трактові, Харіни)
- Кувакуський сільський округ (присілки Борінська, Івановська, Кувакуш, Осиповська, Павловська)
- Московський сільський округ (присілки Васильєвська, Волокові, Григор'євська, Закамо-Воробйовська, Івановська, Константиновська, Московська, Нефедовська, Петровська, Половинка)
- Пуринський сільський округ (присілки Васильєвська, Кондратьєвська, Прокоп'євська, Пура)
- Савінський сільський округ (присілки Архипята, Буличеви, Верхказакови, Гожемята, Євдокимово, Євсята, Ємелеви, Конькови, Кочеви, Ключевська, Мішино, Наумовська, Ново-Носковська, Ожегіно, Русіново, Савінці, Старо-Носки, Усть-Колич)

Поселення було утворене згідно із законом Кіровської області від 7 грудня 2004 року № 284-ЗО у рамках муніципальної реформи шляхом перетворення Ічетовкінського сільського округу. 2007 року до складу поселення увійшли території ліквідованих Верхньо-Леманського, Ілюшівського, Кувакуського, Московського, Пуринського та Савінського сільських поселень.

## Населення
Населення поселення становить 3790 осіб (2017; 3865 у 2016, 3879 у 2015, 3927 у 2014, 3914 у 2013, 3982 у 2012, 4109 у 2010, 4905 у 2002).

## Склад
До складу поселення входять 79 населених пунктів:
| Населений пункт               | Населення, осіб (2002) | Населення, осіб (2010) |
| ----------------------------- | ---------------------- | ---------------------- |
| Аверіни, присілок             | 105                    | 80                     |
| Акіловська, присілок          | 0                      | 0                      |
| Андрієнки, присілок           | 23                     | 12                     |
| Архипята, присілок            | 275                    | 210                    |
| Борінська, присілок           | 21                     | 13                     |
| Буличеви, присілок            | 0                      | 0                      |
| Варанкіни, присілок           | 323                    | 356                    |
| Васильєвська, присілок        | 47                     | 43                     |
| Васильєвська 1-а, присілок    | 16                     | 10                     |
| Васильєвська 2-а, присілок    | 7                      | 0                      |
| Ваулінська, присілок          | 43                     | 42                     |
| Верхказакови, присілок        | 6                      | 1                      |
| Верхня Тимофієвська, присілок | 93                     | 77                     |
| Волокові, присілок            | 13                     | 8                      |
| Воронушка, присілок           | 18                     | 9                      |
| Гожем'ята, присілок           | 6                      | 3                      |
| Горьковська, присілок         | 20                     | 14                     |
| Грибановська, присілок        | 3                      | 2                      |
| Григор'євська, присілок       | 4                      | 2                      |
| Дмитрієвська, присілок        | 3                      | 1                      |
| Євдокимово, присілок          | 7                      | 3                      |
| Євсята, присілок              | 4                      | 0                      |
| Єзжа, присілок                | 95                     | 62                     |
| Ємелеви, присілок             | 5                      | 4                      |
| Закамо-Воробйовська, присілок | 31                     | 28                     |
| Івановська, присілок          | 61                     | 66                     |
| Івановська 1-а, присілок      | 25                     | 24                     |
| Ігнатьєвська, присілок        | 1                      | 0                      |
| Ілюші, присілок               | 145                    | 125                    |
| Ічетовкіни, присілок          | 801                    | 722                    |
| Ключевська, присілок          | 9                      | 4                      |
| Кондратьєвська, присілок      | 22                     | 10                     |
| Конкіни, присілок             | 77                     | 152                    |
| Константиновська, присілок    | 53                     | 50                     |
| Конькови, присілок            | 99                     | 86                     |
| Костино, присілок             | 69                     | 56                     |
| Кочеви, присілок              | 4                      | 2                      |
| Кувакуш, присілок             | 248                    | 179                    |
| Лазаневи, присілок            | 84                     | 70                     |
| Лазаневська, присілок         | 17                     | 2                      |
| Лазукови, присілок            | 107                    | 115                    |
| Левенки, присілок             | 5                      | 2                      |
| Лома, присілок                | 55                     | 36                     |
| Лучкіни, присілок             | 70                     | 59                     |
| Марковська, присілок          | 39                     | 18                     |
| Мінеєвська, присілок          | 9                      | 4                      |
| Мішино, присілок              | 13                     | 6                      |
| Московська, присілок          | 296                    | 238                    |
| Наумовська, присілок          | 3                      | 0                      |
| Нефедовська, присілок         | 11                     | 8                      |
| Нижня Нікітінська, присілок   | 3                      | 0                      |
| Нижня Тимофієвська, присілок  | 71                     | 52                     |
| Нікітенки, присілок           | 8                      | 3                      |
| Ново-Носковська, присілок     | 12                     | 0                      |
| Ожегіно, присілок             | 41                     | 50                     |
| Осиповська, присілок          | 6                      | 0                      |
| Павловська, присілок          | 1                      | 0                      |
| Павловська 1-а, присілок      | 7                      | 0                      |
| Петровська, присілок          | 18                     | 1                      |
| Петровська 1-а, присілок      | 2                      | 2                      |
| Половинка, присілок           | 1                      | 0                      |
| Полунята, присілок            | 33                     | 35                     |
| Порубово, присілок            | 185                    | 153                    |
| Прокоп'євська, присілок       | 33                     | 13                     |
| Пура, присілок                | 134                    | 104                    |
| Рагоза, присілок              | 78                     | 50                     |
| Русіново, присілок            | 46                     | 27                     |
| Савінці, присілок             | 250                    | 210                    |
| Світла Річка, присілок        | 4                      | 2                      |
| Слобода, присілок             | 223                    | 189                    |
| Старо-Носки, присілок         | 14                     | 12                     |
| Степановська, присілок        | 76                     | 76                     |
| Терешови, присілок            | 8                      | 2                      |
| Тітови, присілок              | 2                      | 0                      |
| Трактові, присілок            | 16                     | 12                     |
| Усть-Колич, присілок          | 7                      | 7                      |
| Харіни, присілок              | 90                     | 63                     |
| Черскан, присілок             | 21                     | 14                     |
| Яковлевська, присілок         | 24                     | 18                     |